# Quartier de Saint-Eustache
Le quartier de Saint-Eustache est un ancien quartier de Paris.

## Historique

### Le quartier du Saint-Eustache en 1702
En 1702, par une déclaration du roi Louis XIV en date du 12 décembre et par un arrêt du Conseil d'État du 14 février de la même année, une nouvelle division de la ville de Paris fait passer le nombre de quartiers de la capitale de dix-sept à vingt, et le nouveau quartier de Saint-Eustache, le 7e quartier, naît de la division de l'ancien quartier de Saint-Eustache en deux parties (l'autre partie est le quartier de Montmartre), étant donné que les anciens quartiers de 1673 sont très inégaux dans leur étendue et « qu'il y en a plusieurs qui ne sont composés que de dix à douze rues pendant que d'autres en contiennent plus de soixante ».

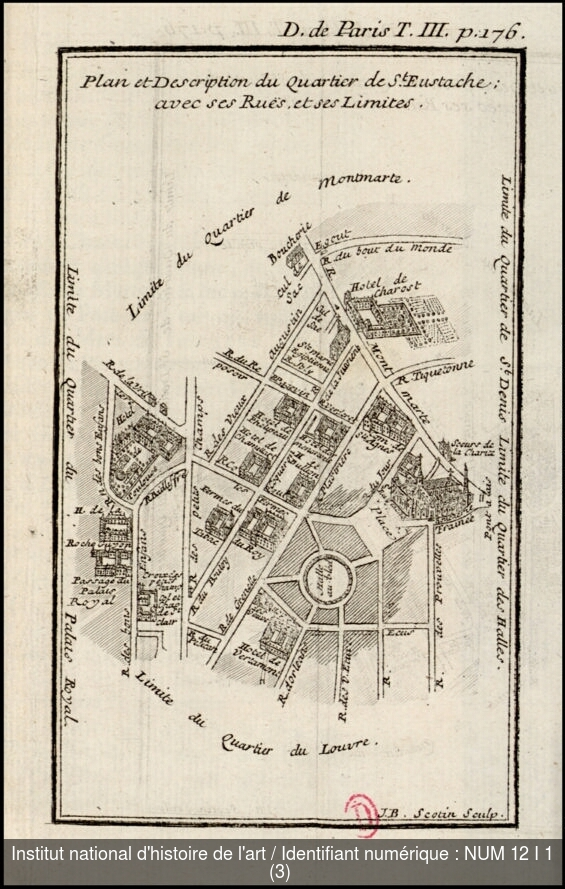
Plan du quartier de Saint-Eustache en 1702.

#### Limites du quartier
Entouré par les quartiers du Palais-Royal, de Montmartre, de Saint-Denis, des Halles et du Louvre, le quartier de Saint-Eustache est délimité à l'est par les rues de la Tonnellerie, Comtesse-d'Artois et Montorgueil jusqu'au coin de la rue Neuve-Saint-Eustache, au nord par les rues Neuve-Saint-Eustache, des Fossés-Montmartre et place des Victoires à l'ouest par la rue des Bons-Enfants et au sud par la rue Saint-Honoré,.

#### Contenu
Jean de la Caille indique que le quartier de Saint-Eustache compte en 1702 :
- 2 boucheries
  - la boucherie de la rue Montmartre, située au coin de la rue Neuve-des-Fossés-Montmartre contenant 6 étaux
  - la boucherie située rue Trainée au coin de l'église Saint-Eustache et de la rue Montmartre
- 2 carrefours
  - le carrefour ou place Saint-Eustache où aboutissent les rues du Jour, du Four, Traînée, Coquillière et le passage de l'Hôtel-de-Soissons
  - le carrefour ou place du Pont-Alais où aboutissent les rues Traînée, Montmartre, de la Comtesse-d'Artois, de la Fromagerie et des Piliers-des-Halles
- 2 chapelles
  - la chapelle de Sainte-Marie-l'Égyptienne, située au coin de la rue Montmartre et de la rue de la Jussienne[5].
  - la chapelle de Saint-Clair, située rue des Bons-Enfants[6].
- 1 collège
  - Collège des Bons-Enfants, rue des Bons-Enfants
- 2 communautés
  - Communauté de Sainte-Agnès située rue Plâtrière et rue du Jour
  - Communauté des Sœurs de la Charité, située rue Montmartre vis à vis de l'église-Saint-Eustache
- 1 cour, avec écurie et fontaine, située derrière le Palais-Royal
- 2 croix
  - la Croix des Petits-Champs située au coin des rues du Bouloi et des Petits-Champs
  - une autre située au carrefour Saint-Eustache
- 3 égouts
  - un égout en la rue Montmartre, près de l'hôtel de Charost
  - un égout en la rue des Vieux-Augustins
  - un égout en la rue du Bout-du-Monde
- 2 fermes du Roi
  - La ferme de la Douane située rue du Bouloi et rue de Grenelle
  - La ferme de Tabac située rue du Bouloi
- 2 fontaines
  - une fontaine dans la cour derrière le palais-Royal
  - une fontaine rue Coq-Héron, vis à vis de l'hôtel de Chamillar
- 1 hôpital
  - l'hôpital des pauvres femmes veuves rue de Grenelle-Saint-Honoré, vers le coin de la rue des Deux-Écus
- 14 hôtels particuliers
  - Hôtel d'Armenonville, situé rue Plâtrière au coin de la rue Coquillière
  - Hôtel de Bullion, situé rue Coquillière au coin de la rue Plâtrière
  - Hôtel de Charost, situé rue Montmartre
  - Hôtel de Chamillart, situé rue Coq-Héron
  - Hôtel du Plessis-Châtillon, situé rue des Bons-Enfants
  - Hôtel de Phélipeaux, situé rue Coq-Héron au coin de la rue Pagevin
  - Hôtel de Verthamon également appelé hôtel de Pizieux, situé rue d'Orléans-Saint-Honoré
  - Hôtel de Pomponne, situé rue du Petit-Reposoir
  - Hôtel de la Roche-Guyon, situé rue des Bons-Enfants
  - Hôtel de Royaumont, situé rue du Jour
  - Hôtel de Séguier, situé rue du Bouloi et rue de Grenelle-Saint-Honoré, occupé par les fermes du Roi
  - Hôtel de Soissons, situé rue des Deux-Écus et rue Coquillière, près de l'église Saint-Eustache
  - Hôtel de La Vrillière, également appelé hôtel de Toulouse, situé rue La Vrillière
- Le jardin de l'hôtel de Soissons, rue des Deux-Écus
- 248 lanternes publiques
- 480 maisons, sans y comprendre les églises, couvents, collèges et échoppes
- 2 paroisses
  - paroisse Saint-Eustache, qui a plusieurs entrées : par la rue du Jour qui est le grand portail, deux par la rue Traînée et une autre par la rue Montmartre
  - paroisse Pont-Alais, située à la pointe Saint-Eustache, au bout de la rue Montmartre
- 30 rues et cul-de-sacs
- Tombereaux, pour le nettoiement et l'enlèvement des boues et immondices des rues de ce quartier, savoir 4 tombereaux pendant les mois d'octobre, novembre, décembre, janvier, février et mars, 3 tombereaux pendant les mois d'avril, mai, juin, juillet, août et septembre.
- la voirie, pour la décharge des immondices et boues de ce quartier n'est pas indiquée dans l'ouvrage

#### Voies du quartier de Saint-Eustache en 1702
| Nom                                                                       | Nombre de maisons | Nombre de lanternes |
| ------------------------------------------------------------------------- | ----------------- | ------------------- |
| Rue Baillif                                                               | 10                | 3                   |
| Rue des Bons-Enfants                                                      | 25                | 11                  |
| Rue Neuve-des-Bons-Enfants                                                | 20                | 7                   |
| Rue du Bouloi                                                             | 26                | 10                  |
| Rue du Bout-du-Monde                                                      | 36                | 8                   |
| Rue Coq-Héron                                                             | 14                | 7                   |
| Rue Coquillière                                                           | 42                | 17                  |
| Cul-de-sac Coq-Héron également appelé cul-de-sac de l'Hôtel-de-Soissons   | 4                 | 1                   |
| Rue des Deux-Écus                                                         | 19                | 15                  |
| Rue du Four-Saint-Honoré                                                  | 48                | 11                  |
| Rue de Grenelle-Saint-Honoré                                              | 50                | 17                  |
| Rue du Jour                                                               | 22                | 7                   |
| Cul-de-Sac du Jour également appelé cul-de-sac Saugé                      | 1                 | 0                   |
| Rue de la Jussienne                                                       | 26                | 6                   |
| Rue Montmartre où rue Mont-Martre                                         | 116               | 24                  |
| Cul-de-sac Montmartre également appelé cul-de-sac Saint-Claude-Montmartre | 4                 | 1                   |
| Rue d'Orléans-Saint-Honoré                                                | 20                | 5                   |
| Rue Pagevin                                                               | 10                | 3                   |
| Rue du Pélican                                                            | 7                 | 3                   |
| Rue des Petits-Champs                                                     | 45                | 21                  |
| Rue Plâtrière                                                             | 33                | 11                  |
| Rue des Provelles ou rue des Prouvaires                                   | 62                | 12                  |
| Rue Quiquetonne ou rue Tiquetonne                                         | 13                | 6                   |
| Rue du Reposoir ou rue du Petit-Reposoir                                  | 6                 | 3                   |
| Rue Sauly ou rue Soly                                                     | 7                 | 3                   |
| Rue Traînée                                                               | 13                | 7                   |
| Rue du Verderet ou rue Verdelet                                           | 30                | 3                   |
| Rue des Vieilles-Étuves-Saint-Honoré                                      | 13                | 4                   |
| Rue des Vieux-Augustins                                                   | 70                | 16                  |
| Rue La Vrillière                                                          | 1                 | 7                   |